# كانغ جون
كانغ جون (بالصينية: 康骏) هو لاعب كرة الريشة صيني، ولد في 2 مارس 1990 في جيانغسو في الصين.

## وصلات خارجية
- كانغ جون على موقع BWF.tournamentsoftware.com (الإنجليزية)
- كانغ جون على موقع BWFbadminton.com (الإنجليزية)